# La Trinidad (Kostaryka)
La Trinidad – dystrykt w Kostaryce, w kantonie Moravia, w prowincji San José.

## Historia
Dystrykt La Trinidad powstał na mocy Decreto Ejecutivo 32 dnia 24 marca 1950 roku.

## Geografia
La Trinidad ma powierzchnię 4,94 kilometrów kwadratowych i leży na wysokości 1 265 m n.p.m..

## Demografia
Według zliczenia ludności w 2011 roku w dystrykcie La Trinidad mieszka 19 767 mieszkańców.

## Transport

### Transport drogowy
Przez miejscowość La Trinidad biegną następujące drogi krajowe:
- Droga krajowa nr 220